# Ibrahim ibn Adham

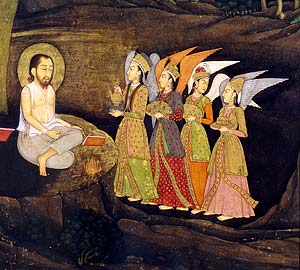
Ibrahim ibn Adham (links) wird von Engeln besucht (Zeichnung von 1760)

Ibrahim ibn Adham (إبراهيم بن أدهم, * ca. 718–730; † ca. 782) war einer der bekanntesten frühen Asketen im Sufismus.
Ibrahim ibn Adham wurde in Balch im heutigen Afghanistan als Kind einer wohlhabenden arabischen Familie geboren, entschied sich später aber für ein Leben als Asket. Dadurch wurde er früh zur Legende und seine historische Biographie ist nicht immer klar von den zahlreichen Anekdoten zu trennen, die über ihn erzählt werden. Weit über den arabischen Raum hinaus sind die Erzählungen über den gerechten, ehrlichen und in freiwilliger Armut lebenden Asketen Adham bis heute fester Teil der muslimischen Spiritualität. Insbesondere seine fürstliche oder königliche Herkunft werden in dieser Tradition beschrieben, um seinen freiwilligen Wechsel in ein einfaches Leben kontrastreicher zu gestalten. Bereits im Mittelalter wurde diese königliche Herkunft jedoch bestritten. Seine Legende weist außerdem enge Parallelen zur Legende des Buddhas Siddhartha Gautama auf, dessen Religion in der Geburtsstadt Balch ein wichtiges Zentrum hatte. Adham nahm vermutlich auch an zwei Land- und zwei Meerexpeditionen teil. Auf der zweiten Schiffsexpedition starb Adham nach unterschiedlichen Angaben zwischen 777 und 790 an einer Magenerkrankung.